# 国鉄タム7600形貨車
国鉄タム7600形貨車（こくてつタム7600がたかしゃ）は、かつて日本国有鉄道（国鉄）及び1987年（昭和62年）4月の国鉄分割民営化後は日本貨物鉄道（JR貨物）に在籍した私有貨車（タンク車）である。

## 概要
本形式は、カセイソーダ液専用の15t 積タンク車として1960年（昭和35年）3月18日より1968年（昭和43年）10月28日にかけて8両（タム7600 - タム7605、タム7610 - タム7611）が富士重工業、日本車輌製造の2社にて製作された。その後1961年（昭和36年）7月3日より1970年（昭和45年）1月17日にかけてタム100形、タム3900形、より5両（タム1139 - タム1142、タム3961→タム7606 - タム7609、タム7612）が汽車製造にて改造され本形式に編入された。
本形式の他にカセイソーダ液を専用種別とする貨車はタム900形（130両）、タキ1400形（104両）、タキ2800形（332両）、タキ7750形（289両）等実に29形式が存在した。
落成時の所有者は三井物産 （2両）、東亞合成化学工業（9両）、信越化学工業（2両）の3社であった。その後1974年（昭和49年）12月21日に三井物産所有車2両（タム7600 - タム7601）が信越化学工業へ名義変更された。
1979年（昭和54年）10月より化成品分類番号「侵81」（侵食性の物質、腐食性物質、危険性度合2（中））が標記された。
ドーム付き直円筒型のタンク体は、普通鋼（一般構造用圧延鋼材、SS41現在のSS400）製で内部に純度保持のためのゴムライニングが施され、断熱材を巻きキセ（外板）を装備した。荷役方式はタンク上部のマンホール又は液出入管からの上入れ、液出管と空気管使用による上出し方式であり、両管はS字管を装備している。
車体色は黒色、寸法関係は全長は7,900mm、全幅は2,606mm、全高は3,402mm、軸距は4,100mm、実容積は10.43、自重は10.7t - 12.01t、換算両数は積車2.6、空車1.2で、最高運転速度は75km/h、車軸は12t長軸であった。
1987年（昭和62年）4月の国鉄分割民営化時には3両（タム7610 - タム7612）の車籍がJR貨物に継承され、1990年（平成2年）2月に最後まで在籍した1両（タム7612）が廃車となり同時に形式消滅となった。